# Општина Сторобањаса (Телеорман)
Сторобањаса (рум. Storobăneasa) општина је у Румунији у округу Телеорман.
Oпштина се налази на надморској висини од 37 m.